# Municipalité de Quilon
 (août 2024).
La mise en forme du texte ne suit pas les recommandations de Wikipédia : il faut le « wikifier ».
Les points d'amélioration suivants sont les cas les plus fréquents. Le détail des points à revoir est peut-être précisé sur la page de discussion.
- Les titres sont pré-formatés par le logiciel. Ils ne sont ni en capitales, ni en gras.
- Le texte ne doit pas être écrit en capitales (les noms de famille non plus), ni en gras, ni en italique, ni en « petit »…
- Le gras n'est utilisé que pour surligner le titre de l'article dans l'introduction, une seule fois.
- L'italique est rarement utilisé : mots en langue étrangère, titres d'œuvres, noms de bateaux, etc.
- Les citations ne sont pas en italique mais en corps de texte normal. Elles sont entourées par des guillemets français : « et ».
- Les listes à puces sont à éviter, des paragraphes rédigés étant largement préférés. Les tableaux sont à réserver à la présentation de données structurées (résultats, etc.).
- Les appels de note de bas de page (petits chiffres en exposant, introduits par l'outil «  Source ») sont à placer entre la fin de phrase et le point final[comme ça].
- Les liens internes (vers d'autres articles de Wikipédia) sont à choisir avec parcimonie. Créez des liens vers des articles approfondissant le sujet. Les termes génériques sans rapport avec le sujet sont à éviter, ainsi que les répétitions de liens vers un même terme.
- Les liens externes sont à placer uniquement dans une section « Liens externes », à la fin de l'article. Ces liens sont à choisir avec parcimonie suivant les règles définies. Si un lien sert de source à l'article, son insertion dans le texte est à faire par les notes de bas de page.
- La présentation des références doit suivre les conventions bibliographiques. Il est recommandé d'utiliser les modèles {{Ouvrage}}, {{Chapitre}}, {{Article}}, {{Lien web}} et/ou {{Bibliographie}}. Le mode d'édition visuel peut mettre en forme automatiquement les références.
- Insérer une infobox (cadre d'informations à droite) n'est pas obligatoire pour parachever la mise en page.

Pour une aide détaillée, merci de consulter Aide:Wikification.
Si vous pensez que ces points ont été résolus, vous pouvez retirer ce bandeau et améliorer la mise en forme d'un autre article.
La municipalité de Quilon est un organisme civique certifié ISO 9001:2015 qui gouverne la ville de Quilon dans l'État indien du Kerala,,,. C'est la quatrième plus grande municipalité du Kerala par sa population et la cinquième par sa superficie. Constituée en 1903 en tant que municipalité, Quilon a été officiellement reconnue comme municipalité en 2000. L'organisme gouverne une zone de 73,03 kilomètres carrés (28,20 milles carrés) centrée à Quilon, avec environ 55 divisions et une population de 397 419 habitants.

## Histoire
Kollam, connue historiquement sous le nom de Quilon, était un ancien centre commercial et l'une des plus grandes villes portuaires d'Asie,.
La population de la ville de Quilon a augmenté considérablement, passant de 139 852 en 1991 à 346 013 en 2011. En 1991, les panchayats de Vadakkevila, Sakthikulangara, Eravipuram et Kilikollur ont fusionné avec la ville de Quilon. En conséquence, la zone gérée par la municipalité est passée de 18,48 kilomètres carrés (7,14 milles carrés) à 58,18 kilomètres carrés (22,46 milles carrés). En mai 2015, Thrikkadavoor Panchayat a également fusionné avec la ville de Quilon, portant la population totale à 397 419, avec une superficie totale de 73,03 km2,.